# Crucial Star
Crucial Star (크루셜 스타?), pseudonimo di Park Se-yoon (박세윤?, Park Se-yunLR, Pak SeyunMR; 16 ottobre 1989), è un rapper sudcoreano.

## Biografia
Crucial Star ha piazzato il suo primo album in studio Midnight al 29º posto della Gaon Chart. Anche Maze Garden, secondo LP, ha fatto l'ingresso in classifica.

## Discografia

### Album in studio
- 2014 – Midnight
- 2018 – Maze Garden
- 2021 – Serenity, Courage, Wisdom

### EP
- 2011 – A Star Goes Up
- 2011 – A Star from the Basement
- 2012 – Fall
- 2013 – Drawing #2: A Better Man
- 2015 – Boyhood
- 2016 – Fall 2
- 2017 – Starry Night '17
- 2019 – Half a Wing
- 2020 – Hwaak!
- 2020 – Sense and Sensibility
- 2023 – Gold (con QM)

### Singoli
- 2010 – Catch Me If U Can
- 2011 – New Generation (feat. Pento)
- 2011 – Chocoholic (Rebirth)
- 2011 – Can't Go Out (feat. Donutman)
- 2011 – I'm OK
- 2012 – Flat Shoes (feat. Lovey)
- 2013 – A Winter Love Song
- 2014 – Three Things I Want to Give You
- 2014 – Paris
- 2014 – Pretty Girl (feat. Lovey)
- 2015 – The Youngest Son
- 2015 – Love Yourself
- 2016 – The Bench
- 2016 – Ain't Nobody Like You (feat. Xia)
- 2017 – You Can Rest (feat. Babylon)
- 2018 – Night Alone
- 2018 – Think '18
- 2018 – Singer Songwriter (feat. EZ Kim)
- 2019 – Cigarette
- 2019 – It's a Different Thing to Love her and Make Her Happy (feat. Jeebanoff)
- 2019 – Hammock (feat. Bibi)
- 2019 – :(
- 2020 – Telescope (feat. Leellamarz & Msftz)
- 2020 – Stranger
- 2020 – Don't Be Blue
- 2020 – Starry Nightt Gang (con Wynn e Dneirf)
- 2020 – White Out (con Ji Chanel)
- 2021 – Tonight (feat. Saetbyeol)
- 2021 – Love u So March
- 2021 – Cherry Blossom
- 2021 – Humming
- 2022 – 2022 (feat. A-Chess)
- 2022 – A Solitary Man
- 2022 – Memento Mori
- 2022 – 100 Bars Rather than 100 Words
- 2022 – Green Thumb
- 2022 – Free Haee (feat. OLNL, Ji Chanel, Exn, Jehwwn, h3hyeon, Quokka & YourBeagle)
- 2022 – Fisherman (con Dneirf, Wynn e Sasha feat. Siso)
- 2022 – Sky
- 2022 – Tourist
- 2023 – Final Fantasy
- 2023 – Fallen Leaves
- 2023 – Monica Bellucci
- 2024 – Nihilism Watch
- 2024 – 2009 (feat. Unofficialboyy)
- 2024 – Say No! (feat. Swings)
- 2024 – Sun, Moon, Star
- 2024 – House with Garage (feat. Raphael & Boo Hyun Seok)